# Bo Bice
Harold Elwin Bice Jr., noto come Bo Bice (Huntsville, 1º novembre 1975), è un cantante e musicista statunitense.

## Carriera
Nel 2005 è stato finalista, classificandosi secondo dietro Carrie Underwood, della quarta stagione del talent-show televisivo American Idol.
Nel dicembre 2005 ha pubblicato il suo primo album.
Nel 2014 è diventato vocalist del gruppo Blood, Sweat & Tears, attivo solo dal vivo.

## Discografia
Album studio
- 2005 - The Real Thing
- 2007 - See the Light
- 2010 - 3